# Esteban Moctezuma Barragán
Esteban Moctezuma Barragán, né le 21 octobre 1954 à Mexico, est un homme politique mexicain. Il a été secrétaire à l'Intérieur et secrétaire au Développement social dans le gouvernement Zedillo. Il est secrétaire à l'Éducation, dans le gouvernement López Obrador, de décembre 2018 à février 2021.
Il a aussi été le président exécutif de la Fondation Azteca, chargée de la responsabilité sociétale du Groupe Salinas (es).

## Famille et études
Il est petit-fils du général Juan Barragán Rodríguez (es), révolutionnaire puis gouverneur de l’État de San Luis Potosí.
Il est diplômé en économie de l'Université nationale autonome du Mexique, et a également obtenu une maîtrise en politique économique à l'Université de Cambridge.

## Engagement politique
Après avoir occupé divers postes dans l'administration publique mexicaine, il s'engage en politique en 1994 en devenant coordinateur général de la campagne présidentielle du Parti révolutionnaire institutionnel (PRI) et de son candidat, Ernesto Zedillo. Après que celui-ci a remporté l'élection, il le désigne secrétaire à l'Intérieur, fonction qu'il occupe moins d'un an, avant de démissionner (officiellement, pour raisons de santé).
Il revient à la politique en 1997, lorsqu'il est élu sénateur. En 1998, il fait son retour au gouvernement au poste de secrétaire au Développement social. Beaucoup le voient alors comme le probable prochain candidat du PRI à la présidence de la République. Esteban Moctezuma Barragán décide finalement de ne pas se présenter à l'élection de 2000, et devient directeur de la campagne de Francisco Labastida Ochoa, dont il avait été secrétaire particulier lorsque ce dernier était secrétaire à l'Énergie, aux Mines et à l'Industrie paraétatique, dans le gouvernement de Miguel de la Madrid.

## Retrait de la vie politique
Après la défaite de Labastida à l'élection de 2000, Moctezuma se retire de la politique. À partir de 2002 il rejoint le Groupe Salinas (es) (médias et finances), dont il préside la Fondation Azteca, chargée de la responsabilité sociétale du groupe. Il a aussi été chroniqueur dans les journaux El Universal et El Economista.

## Retour en politique
Il est nommé secrétaire à l'Éducation en 2018, dans le gouvernement López Obrador.